# Slutstation Tjernobyl
Slutstation Tjernobyl är ett svenskt punkband från Umeå som bildades i juni 1993.

## Medlemmar
- Lars Norman - Sång & gitarr
- Danne Berggren - Gitarr & kör
- Tia Marklund - Bas & kör
- Fredrik Larsson - Slagverk & kör

## Tidigare medlemmar
- Micke Edström - Bas & kör
- Morgan Lie - Slagverk
- Andreas Stolt - Slagverk
- Robert Arnlund - gitarr
- Anderas Folmerz - gitarr & kör

## Diskografi
- Till Krig (1998)
- Vi Är Alla Stjärnor (2001)
- Noll Nio Noll (2006)
- Ge Mig Mandat (2014)
- Gammal och bitter (2021)
- Ris och ros (2022)
- Bombers tröst (2022)